# Paul Feasey
Paul Feasey (4 tháng 5 năm 1933 – tháng 1 năm 2012) là một cầu thủ bóng đá người Anh thi đấu ở vị trí trung vệ.

## Sự nghiệp
Sinh ra ở Hull, Feasey thi đấu cho York Railway Institute, Hull City và Goole Town. Ông cũng là cầu thủ-huấn luyện viên tại Goole Town.

## Cuộc sống về sau và cái chết
Feasey mất vào tháng 1 năm 2012, hưởng thọ 78 tuổi, sau khi bị sa sút trí tuệ.